# Diocesi di Garba
La diocesi di Garba (in latino Dioecesis Garbensis) è una sede soppressa e sede titolare della Chiesa cattolica.

## Storia
Garba, identificabile con le rovine di Aïn-Garb nell'odierna Algeria, è un'antica sede episcopale della provincia romana di Numidia.
Sono tre i vescovi documentati di Garba. Al concilio donatista di Cirta del 305, convocato sotto la presidenza di Secondo di Tigisi, per procedere alla consacrazione del nuovo vescovo locale, Silvano, prese parte il vescovo Vittore di Garba, che non dovette, come altri suoi colleghi, difendersi dalle accuse di aver bruciato i libri sacri durante la persecuzione del 303. Lo stesso vescovo, in una data imprecisata prima del 314, fu inviato come rappresentante dei donatisti a Roma, presso la corte papale.
Alla conferenza di Cartagine del 411, che vide riuniti assieme i vescovi cattolici e donatisti dell'Africa romana, doveva partecipare il donatista Felice, che tuttavia non poté essere presente a causa di malattia; dette mandato al vescovo Marziale di Idicra di firmare gli atti al posto suo; la sede non aveva in quell'occasione nessun vescovo cattolico.
Terzo vescovo noto è un altro Felice, il cui nome si trova al 102º posto nella lista dei vescovi della Numidia convocati a Cartagine dal re vandalo Unerico nel 484; Felice era già deceduto all'epoca della redazione di questa lista.
Dal 1925 Garba è annoverata tra le sedi vescovili titolari della Chiesa cattolica; dal 6 giugno 2025 il vescovo titolare è Nélio Pereira Pita, C.M., vescovo ausiliare di Braga.

## Cronotassi

### Vescovi residenti
- Vittore † (prima del 303 - prima del 314) (vescovo donatista)
- Felice I † (menzionato nel 411) (vescovo donatista)

- Felice II † (prima del 484)

### Vescovi titolari
- Paul-Marie Molin, M.Afr. † (2 luglio 1928 - 17 agosto 1967 deceduto)
- Paulo de Tarso Campos † (19 settembre 1968 - 2 marzo 1970 deceduto)
- Emile Biayenda † (7 marzo 1970 - 14 giugno 1971 succeduto arcivescovo di Brazzaville)
- Hernando Velásquez Lotero † (10 dicembre 1971 - 27 aprile 1973 nominato vescovo di Facatativá)
- Gérard Dionne † (29 gennaio 1975 - 23 novembre 1983 nominato vescovo di Edmundston)
- Robert William Donnelly † (14 marzo 1984 - 21 luglio 2014 deceduto)
- Mark Stuart Edwards, O.M.I. (7 novembre 2014 - 26 maggio 2020 nominato vescovo di Wagga Wagga)
- Luis Manuel López Alfaro (6 giugno 2020 - 9 aprile 2025 nominato vescovo di Tapachula)
- Nélio Pereira Pita, C.M., dal 6 giugno 2025